# Gare d'Alep
La Gare d'Alep (en arabe : محطة قطار حلب) plus communément Gare de Bagdad (محطة بغداد), est la 2e gare ferroviaire la plus ancienne de Syrie et la gare principale de la ville d'Alep. Ouverte en 1912 dans le cadre du chemin de fer Berlin-Bagdad, le premier voyage depuis la gare est vers la ville de Jarablous.

## Histoire
La gare de Bagdad a été construite en 1912  par des ingénieurs allemands dans le cadre de la ligne Berlin Bagdad. Au début de la Première Guerre mondiale, le chemin de fer atteint Alep grâce à la branche de Tripoli et en octobre 1918 il est relié à Nusaybin.
En 1917, les Turcs, alliés de l'Allemagne et des Empires centraux, décident  de récupérer les infrastructures du sud d'Alep. Le chemin de fer de Bagdad inachevé passe juste au sud de la frontière syro-turque de l'époque .
Après la guerre, la frontière est redessinée et le chemin de fer se situe désormais au nord de l'ancienne frontière. À partir de 1922, le chemin de fer de Bagdad est exploité successivement par deux sociétés françaises, qui sont liquidées en 1933 lorsque la frontière est à nouveau modifiée, plaçant  le tronçon du chemin de fer de Bagdad sous contrôle syrien.

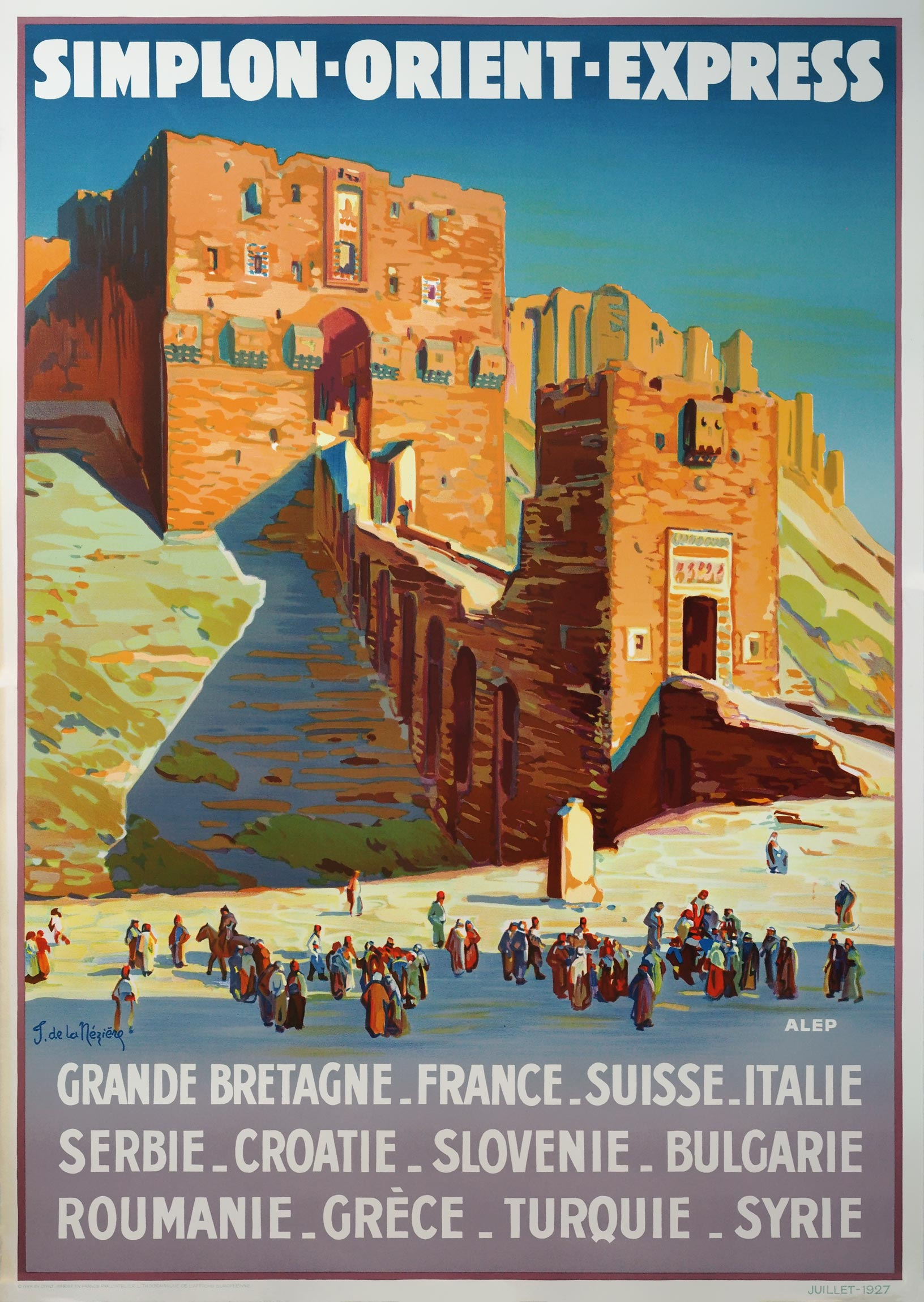
Une affiche annonçant le Simplon Orient Express, dont le parcours se terminait à Alep (années 1930).

Un nouvel accord est conclu entre la Syrie sous contrôle français et la société ottomane Sham-Hama Railway, l'opérateur du chemin de fer de Damas, pour placer le chemin de fer d'Alep sous la direction de la société pendant une durée de 15 ans. En conséquence, la ligne de chemin de fer d'Alep est reliée à Damas .
Au cours des années 1940, après l'indépendance de la Syrie du mandat français, l'accord de gestion  expire et le gouvernement syrien reprend l'administration du chemin de fer d'Alep avec la création à la fin des années 1940, d'une nouvelle Compagnie des chemins de fer syriens.
En 1956, le gouvernement syrien achète les actions de la Sham-Hama Railway Company. Les chemins de fer en Syrie sont nationalisés et exploités sous une seule administration. A partir du 1er janvier 1965, le chemin de fer est réorganisé en Chemins de Fer Syriens (CFS), dont le siège est à Alep.

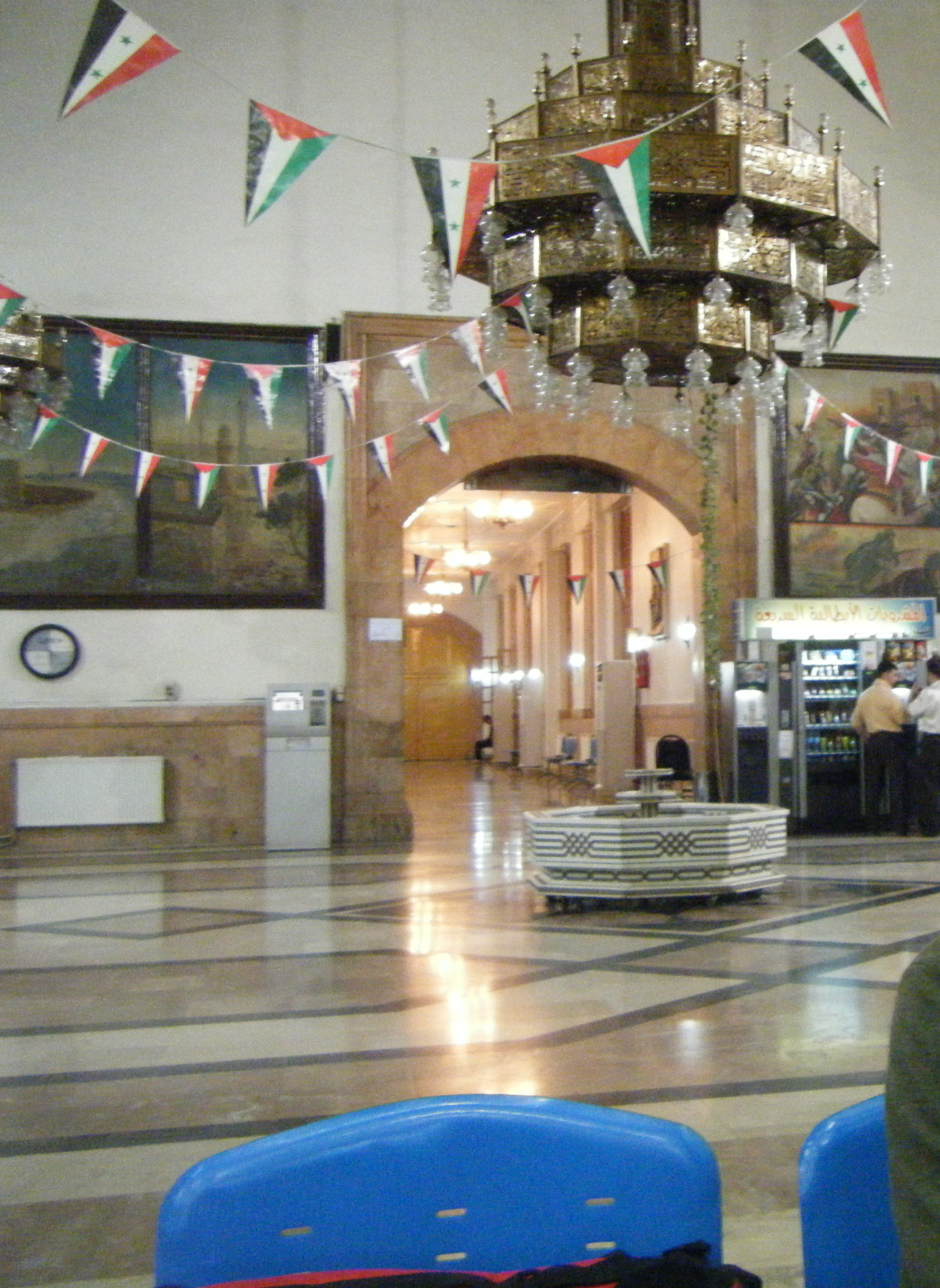
Hall principal de la gare d'Alep en 2010

Jusqu'en 2011, la gare d'Alep est reliée quotidiennement à Damas, Lattaquié, Hama, Homs, Qamichli et Deir ez-Zor. En 2012, le trafic ferroviaire est arrêté en raison de la guerre civile syrienne[réf. souhaitée]. Le 25 janvier 2017, les services ferroviaires reprennent à Alep pour la première fois depuis quatre ans, rendant la gare à nouveau opérationnelle. En 2020, la reconstruction de la ligne ferroviaire Damas-Alep est lancée, et après, son achèvement, la sécurisation du transport ferroviaire reprend[réf. souhaitée].